# Annona rensoniana
Annona rensoniana (Standl.) H.Rainer – gatunek rośliny z rodziny flaszowcowatych (Annonaceae Juss.). Występuje naturalnie w Meksyku, Kostaryce, Panamie oraz Kolumbii. 

## Morfologia
PokrójZimozielone drzewo dorastające do 15 m wysokości. Młode pędy są owłosione.
LiścieMają podłużnie eliptyczny kształt. Mierzą 12,5–27 cm długości oraz 4,5–12 cm szerokości. Są owłosione od spodu. Nasada liścia jest rozwarta. Blaszka liściowa jest o spiczastym wierzchołku.
KwiatySą pojedyncze lub zebrane w pary, rozwijają się w kątach pędów. Działki kielicha mają owalny kształt, są omszone i dorastają do 3–4 mm długości. Płatki mają podłużny kształt, są omszone i osiągają do 20 mm długości.
OwoceSynkarpiczne, o jajowatym kształcie. Osiągają 4 cm średnicy.

## Biologia i ekologia
Rośnie w wiecznie zielonych lasach. Występuje na wysokości do 1300 m n.p.m. Kwitnie w czerwcu, natomiast owoce dojrzewają od czerwca do grudnia.